# Olrish Saurel
Olrish Saurel (Cap-Haïtien, 13 settembre 1985) è un calciatore haitiano, difensore del Capoise e della Nazionale haitiana.

## Carriera
L'11 giugno 2013 ,con la nazionale, segna su calcio di rigore il gol del momentaneo 2-1 nella partita amichevole contro l'Italia,pareggiata per 2-2,in rimonta.